# Попешти (Јаши)
Попешти (рум. Popeşti) насеље је у Румунији у округу Јаши у општини Попешти. Oпштина се налази на надморској висини од 161 m.

## Становништво
Према подацима из 2002. године у насељу је живело 4134 становника, од којих су сви румунске националности.

### Хронологија
| Година       | 1992 | 1993 | 1994 | 1995 | 1996 | 1997 | 1998 | 1999 | 2000 | 2001 | 2002 | 2003 | 2004 | 2005 | 2006 | 2007 | 2008 | 2009 | 2010 | 2011 | 2012 | 2013 | 2014 | 2015 | 2016 | 2017 |
| ------------ | ---- | ---- | ---- | ---- | ---- | ---- | ---- | ---- | ---- | ---- | ---- | ---- | ---- | ---- | ---- | ---- | ---- | ---- | ---- | ---- | ---- | ---- | ---- | ---- | ---- | ---- |
| Становништво | 3963 | 3870 | 3808 | 3761 | 3696 | 3705 | 3732 | 3778 | 3825 | 3860 | 3898 | 3951 | 3939 | 3946 | 3937 | 3980 | 4010 | 4027 | 4027 | 4062 | 4083 | 4063 | 4964 | 5084 | 5907 | 6417 |